# Big Stick

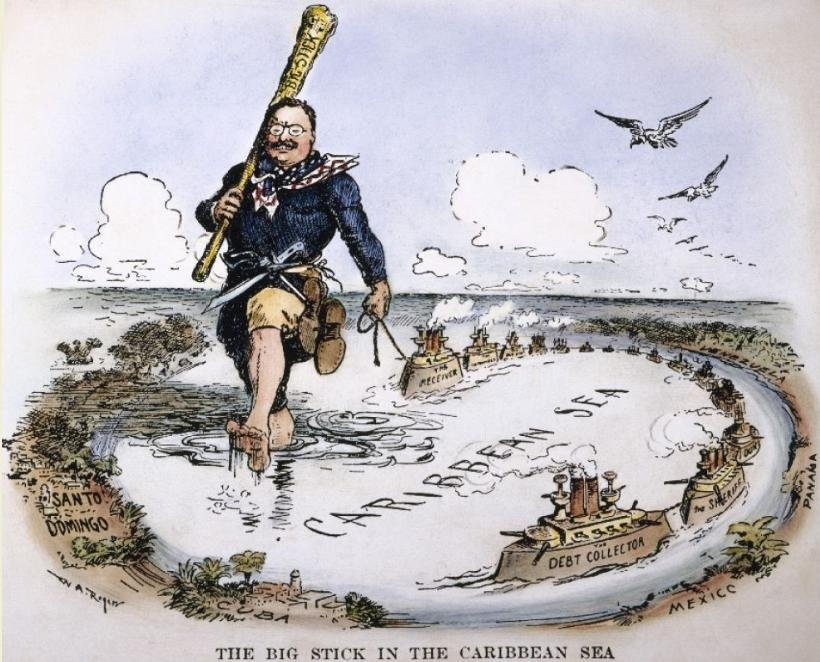
Cartoon que ilustra o Big Stick

O Big Stick (do inglês: "grande porrete") refere-se ao estilo de diplomacia usado pelo presidente Theodore Roosevelt Jr. (presidente dos Estados Unidos entre 1901 e 1909), como corolário da Doutrina Monroe (1823), segundo a qual os Estados Unidos deveriam exercer a sua política externa como forma de deter as intervenções europeias, principalmente britânicas, no continente americano.
Roosevelt tomou o termo emprestado de um provérbio africano, "fale com suavidade e tenha à mão um grande porrete", deixando claro que o poder para retaliar estava disponível, caso fosse necessário. Roosevelt utilizou pela primeira vez esse slogan na Feira Estadual de Minnesota, em 2 de setembro de 1901, doze dias antes que o assassinato do presidente William McKinley o catapultasse inesperadamente à presidência dos Estados Unidos.
As intenções dessa diplomacia eram proteger os interesses econômicos dos Estados Unidos nas Américas. A ideologia do Big Stick levou à expansão da Marinha e a um maior envolvimento dos Estados Unidos em questões internacionais. Tudo isso conduziu à "diplomacia do dólar", que se seguiu à administração Roosevelt e que pode ser encarada como uma versão tardia da "diplomacia das canhoneiras".
Nesse contexto ideológico e econômico, foi planejada a construção do Canal da Nicarágua e do Canal do Panamá, duas obras de porte gigantesco que iriam facilitar o deslocamento de mercadorias estadunidense para a América Central.